# Calodexia strigosa
Calodexia strigosa là một loài ruồi trong họ Tachinidae.